# محمد سرور (لاعب)
محمد سرور "حمو" ، لاعب كرة قدم مغربي سابق.
و قد كان يلعب مع نادي كاظمة ، و قد سجل هدف في نهائي كأس الأمير 1997/1998.